# Narrabaum
Der Narrabaum (Pterocarpus indicus)  ist eine Pflanzenart aus der Gattung Pterocarpus in der Unterfamilie der Schmetterlingsblütler (Faboideae). Die Baumart ist im tropischen Asien und auf den pazifischen Inseln beheimatet.

## Beschreibung

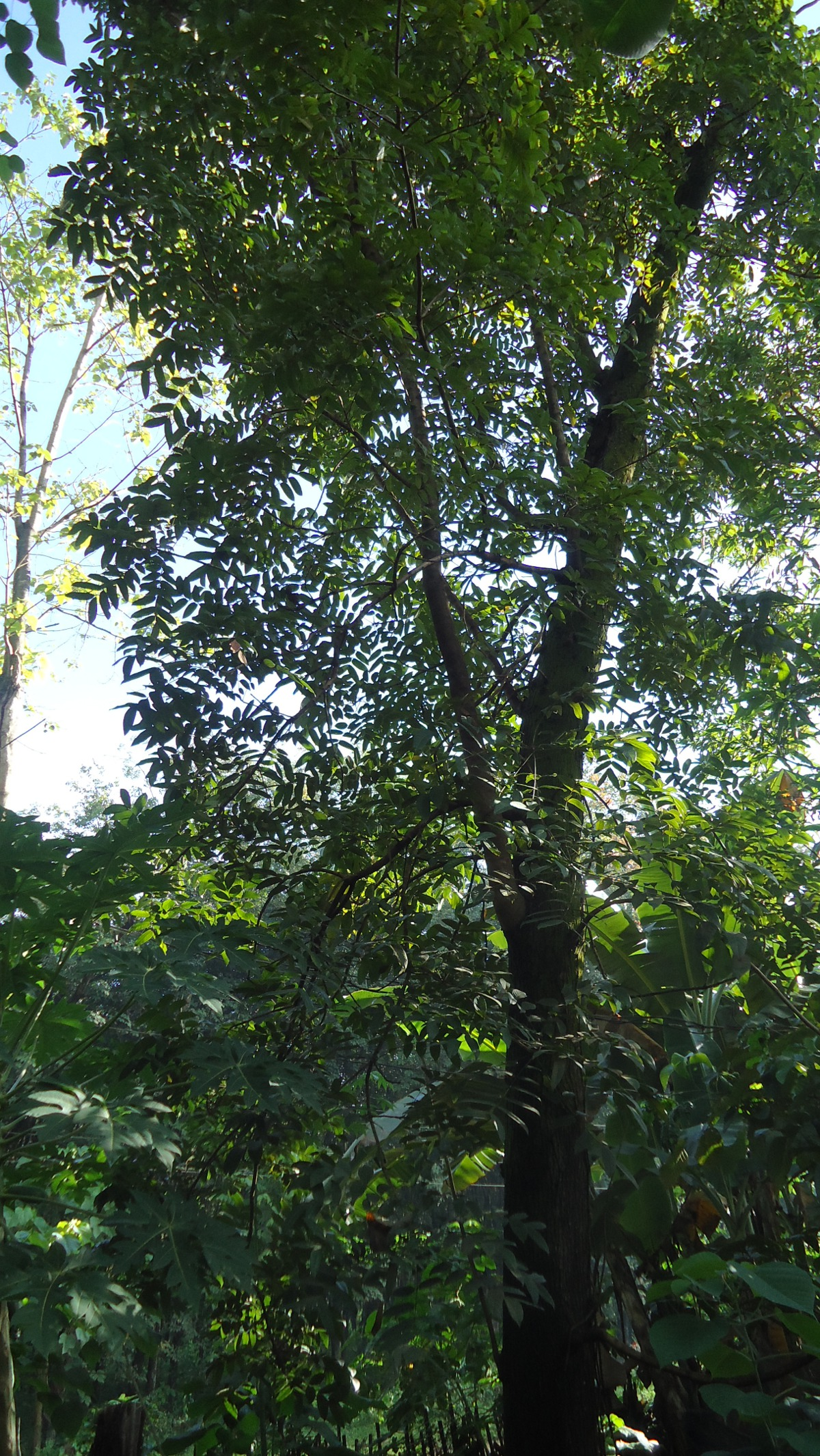
Habitus eines Narrabaumes

### Erscheinungsbild und Blatt
Der Narrabaum wächst als sommer- bis halbimmergrüner Baum, der Wuchshöhen zwischen 20 und 25 Meter oder einiges mehr erreicht. Der Brusthöhendurchmesser kann bis zu 2 Meter betragen. Die Borke ist gräulich-braun und schuppig bis abblätternd. Das Holz und die Rinde führen ein rotes Kino.

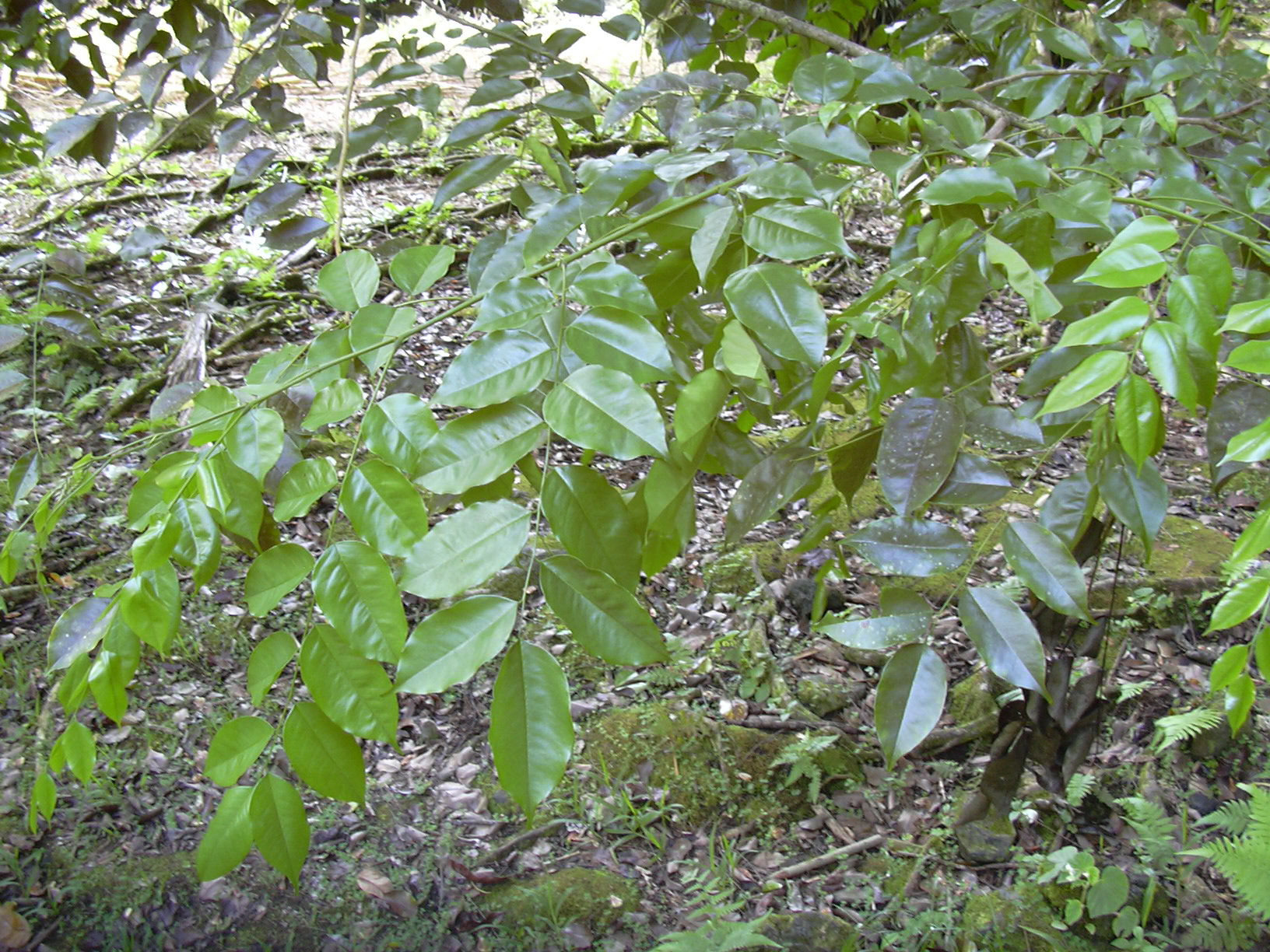
Unpaarig gefiederte Laubblätter

Die wechselständig an den Zweigen angeordneten Laubblätter messen 15 bis 30 Zentimeter und sind unpaarig gefiedert. Die fünf oder sieben (in Ausnahmefällen bis zu 11 oder nur ein) Fiederblättchen sind wechselständig bis fast gegenständig an der Blattrhachis angeordnet. Sowohl die Rhachis als auch die 4 und 7 Millimeter langen Stiele der Blättchen sind kahl. Die dünnen und papierartigen, beidseitig kahlen, ganzrandigen Blättchen sind bei einer Länge von 5 bis 11 Zentimeter sowie einer Breite von 3,5 bis 5,5 Zentimeter eiförmig bis verkehrt-eiförmig oder elliptisch mit spitzer bis abgerundeter oder getutzter Basis und zugespitztem oder bespitztem oberen Ende. Die gefiederte Blattnervatur besteht aus sechs bis acht Paaren Seitennerven, die Mittelader ist oberseits leicht eingedrückt und unterseits erhaben. Die meist kleinen Nebenblätter fallen früh ab.

### Blütenstand und Blüte
Die Blütezeit reicht in China von März bis April. Die meist achselständigen, selten endständigen, traubigen oder rispigen Blütenstände sind 10 bis 18 Zentimeter lang und schwach flaumig behaart.
Die duftenden und zwittrigen Schmetterlingsblüten messen zwischen 1 und 1,5 Zentimeter. An der Kelchbasis stehen zwei linealisch-längliche Tragblätter. Die Blütenstiele messen 7 bis 10 Millimeter. Der Kelch ist glockenförmig  und zwischen 4 und 6 Millimeter groß. Die seidige Behaarung ist angepresst und braun. Die kleinen Kelchzähne sind breit-dreieckig und etwa 1 Millimeter lang, jeweils zwei Kelchzähne sind gegenüber den anderen vergrößert.
Die fünf gelben bis orangen oder roten Kronblätter sind länger genagelt. Die Fahne ist verkehrt-eiförmig bis rundlich mit krausem Rand. Die Flügel sind länglich und etwa so lang wie die Fahne. Das Schiffchen ist schmal-länglich und kürzer als die Flügel.
Die zehn Staubblätter sind auf einer Länge von 8 bis 9 Millimeter diadelphisch (9 + 1) verwachsen. Die Staubfäden sind verschieden lang mit beweglichen Staubbeuteln. Der kurz gestielte und oberständige Fruchtknoten ist bei einer Länge von 7 bis 8 Millimeter länglich und dicht flaumig behaart, er enthält zwei Samenanlagen. Der gebogene Griffel endet in einer minimalen Narbe.

### Frucht und Samen

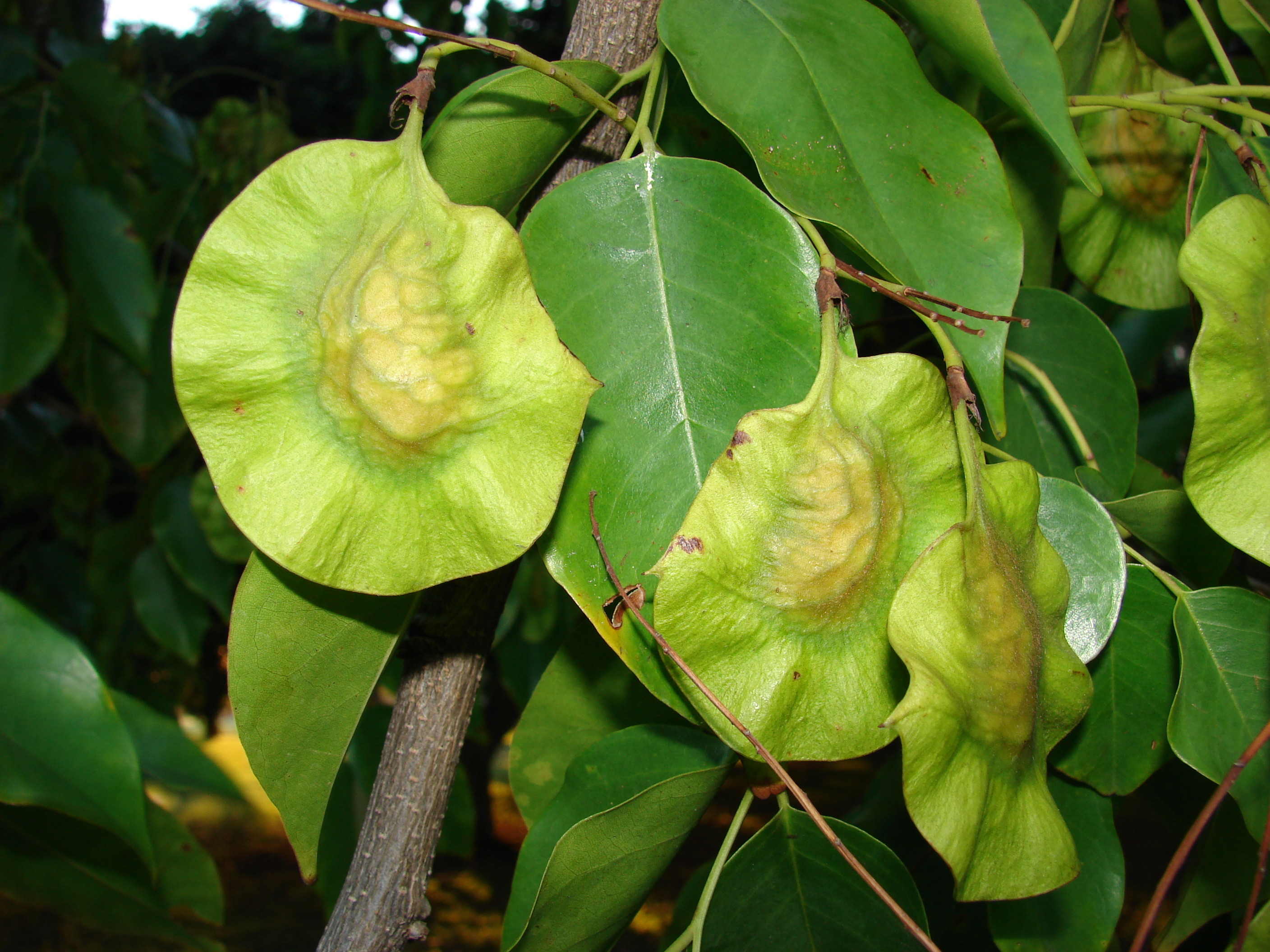
Unreife geflügelte Früchte

Die nicht öffnenden und meist einsamigen Hülsenfrüchte (Flügelnüsse, Samara) mit beständigem Kelch sind scheibenförmig und messen 4 bis 4,5 Zentimeter in der Länge und 3,5 bis 4,5 Zentimeter in der Breite. Sie sind kurz gestielt, leicht behaart und mittig, rundum oder nur zum Teil, breit geflügelt. Die steifen, leicht holzigen und mehr oder weniger welligen Flügel sind bis zu 2 Zentimeter breit. Die rot-braunen, flachen und glatten Samen sind schräg halbmondförmig. Die Früchte reifen in China zwischen April und Mai.

### Inhaltsstoffe und Chromosomenzahl
Das Narraholz enthält die roten Farbstoffe Narrin (C15H1305), Santalin (C54H28O16) und Angolensin (C16H16O4). Narrin ist ein dunkelrotes, amorphes Pulver das in basischen Verbindungen Phloroglucin und Resorcin abgibt.
Weitere Inhaltsstoffe sind Pterocarpin, Pterostilben, Homopterocarpin, Prunetin, Formononetin, Isoliquiritigenin, Hydroxyphenylpropionsäure, Pterofuran, Pterocarpol und β-Eudesmol. Destilliert ergibt das Holz einen Teer mit moderater Dichte. Werden Holzspäne in Wasser gegeben verfärbt sich das Wasser mit schönen blauen und gelben Schlieren.
Die Chromosomenzahl beträgt 2n = 20.

## Vorkommen und Gefährdung
Das Verbreitungsgebiet des Narrabaums liegt vorwiegend im tropischen Asien in Kambodscha, Thailand, Myanmar, Malaysia, Osttimor, Indonesien, den Philippinen, der Volksrepublik China und Japan sowie auf den Inseln der pazifischen Staaten Palau, Mikronesien und Vanuatu.
Der Narrabaum gedeiht in Höhenlagen zwischen nahe Meereshöhe bis etwa 1300 Meter. Hauptsächlich wächst Pterocarpus indicus in immergrünen Wäldern, man kann ihn auch an Prielen und felsigen Meeresufern finden.
Die International Union for Conservation of Nature and Natural Resources (IUCN) stuft die Art Pterocarpus indicus auf ihrer Roten Liste gefährdeter Arten als gefährdet (vulnerable) ein. In Vietnam ist die Art bereits ausgestorben. Auf Sri Lanka und in Malaysia konnte trotz intensiver Suche kein einziges wildes Exemplar mehr aufgefunden werden. Der Hauptgrund für die Gefährdung ist der intensive Einschlag der Bäume zur Holzgewinnung.
Ein anderes Gefährdungspotential ergibt sich durch die Ausbreitung des Befalls der Bäume durch den Pilz Fusarium oxysporum der die Fusarium-Welke auslöst.

## Taxonomie
Die Erstbeschreibung von Pterocarpus indicus erfolgte 1802 in der vierten Auflage von Carl Ludwig von Willdenows Species Plantarum.

## Ökologie
Der Narrabaum wird von einer Vielzahl verschiedenen Bienen (Apiformes), aus verschiedenen Gattungen bestäubt. Als weitere Bestäuber kommen Parasa lepida eine Schmetterlingsart (Lepidoptera) und der Käfer (Coleoptera) Hypomyces squamosus in Frage.
Die Samen werden mit Vorliebe von Wildschweinen (Sus scrofa) verzehrt. An den Bäumen wachsen des Weiteren regelmäßig Pilze vor allem die lackporlingsarten (Ganoderma) Ganoderma pseudoferreum und der Glänzender Lackporling (Ganoderma lucidum). Aber auch der Gemeiner Spaltblättling (Schizophyllum commune) und die Art Sclerotium rolfsii befallen den Narrabaum regelmäßig.

## Nutzung

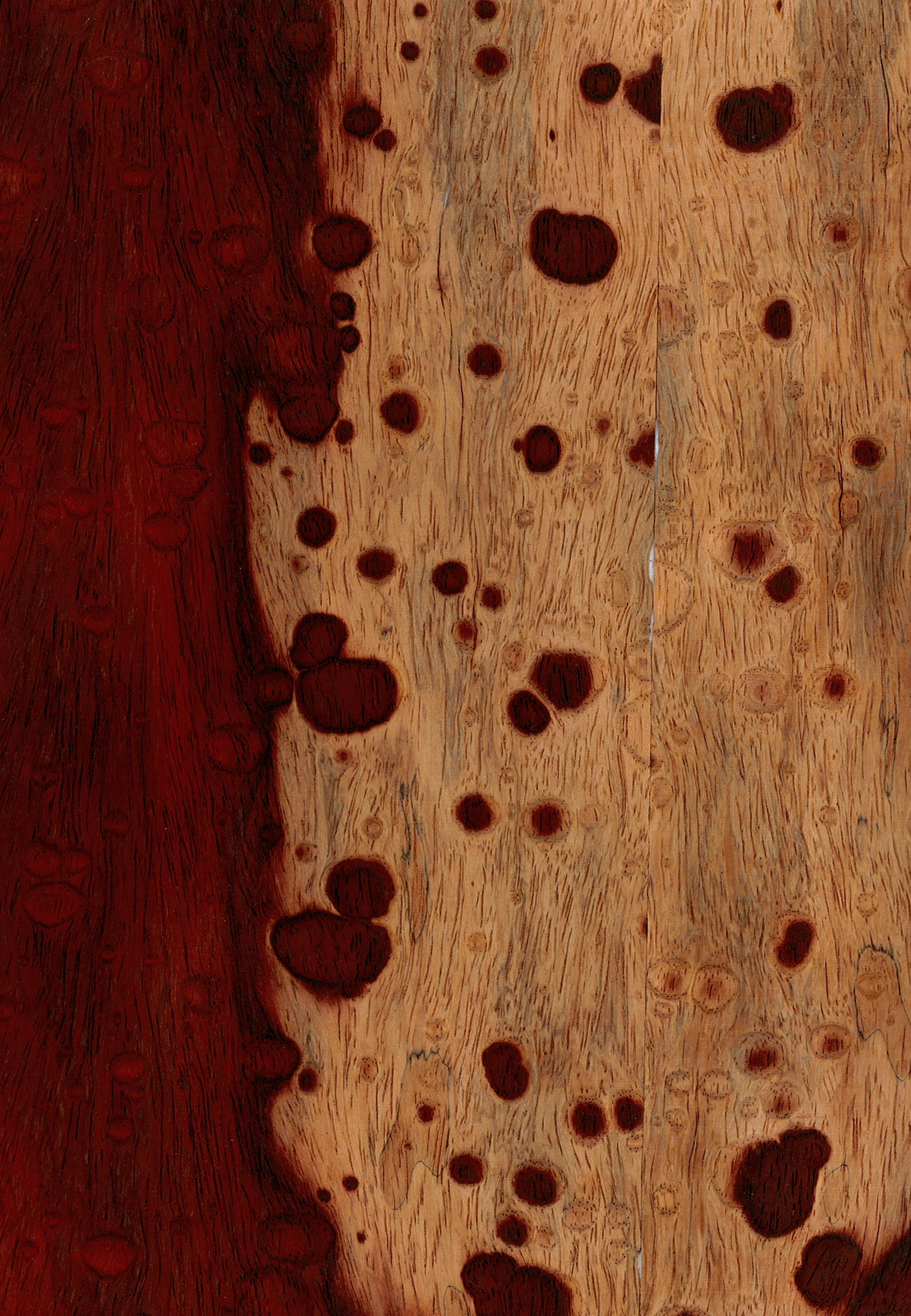
Narraholz – Furnierblatt

Der Narrabaum wird vor allem wegen seines Holzes (Bloodwood, Rosenholz) kultiviert, dabei ist das Holz lokal im Verbreitungsgebiet wie auch für den Export von Bedeutung. Es wird für Möbel, Inneneinrichtung und im Bootsbau verwendet. Das duftende Holz hat hervorragende technische Eigenschaften; es hat eine moderate Dichte von 750 bis 900 kg/m³ bei 10 % rel. Feuchtigkeit. Eine sehr hoch geschätzte Form des Holzes sind seine meist über der Erde am Stamm wachsenden Maserknollen, deren fein gemasertes rötliches, dichtes Edelholz als „Amboina-Maser“ schon immer hohe Preise erzielte. Furniere aus Amboina-Maser zählen zu den mit Abstand teuersten Hölzern des weltweiten Holzhandels.
Das Holz ist bekannt als Padouk, New Guinea Rosewood, Red Sandalwood, Amboine oder Amboyna.

### Holz
In Papua-Neuguinea ist Narra ein bedeutendes kommerzielles hochpreisiges Holz, wobei der Export von Stämmen verboten ist und nur verarbeitetes Holz exportiert werden darf.
Auf den Philippinen betrug der Export von Narra im Jahr 1985 3.000 Tonnen. Im Folgejahr 1986 ging der Export auf 2.300 Tonnen zurück, die zu 57 % aus verarbeitetem Holz bestanden. Im Jahr 1987 betrug der Export noch 430 Tonnen, die zu 100 % verarbeitet waren. Nach 1987 ging der Export auf nahezu Null zurück und es wurde ein totales Fällverbot für Narrabäume erlassen.
Aufgrund der Seltenheit der Art und des langsamen Wachstums ist Narraholz heute sehr knapp. Es wurde im Jahr 2004 noch aus Papua-Neuguinea und von den Salomonen exportiert und erzielte Preise zwischen 600 und 800 US-Dollar pro Kubikmeter.

### Medizinischer Nutzen
Dem Narrabaum wird in vielen Regionen im Verbreitungsgebiet medizinischer Nutzen zugeschrieben. Verwendet werden vor allem Extrakte aus der Borke. Traditionell wird die Borke dazu ausgekocht und der Sud getrunken. das hauptsächliche Anwendungsgebiet sind Durchfallerkrankungen.
In Papua-Neuguinea wird darüber hinaus Narra zur Behandlung von Tuberkulose, Kopfschmerzen, Soor und als Abführmittel verwendet. Auf den Salomonischen Inseln dient es zur Behandlung von Menstruationsbeschwerden und Gonorrhö. In Vanuatu werden auch Schnittwunden mit dem Sud behandelt.
In Malaysia, Indonesien und auf den Philippinen sind in neuerer Zeit auch Tabletten aus Narra-Extrakt zur Behandlung diverser Beschwerden auf dem Markt.